# Wincenty Krasiński

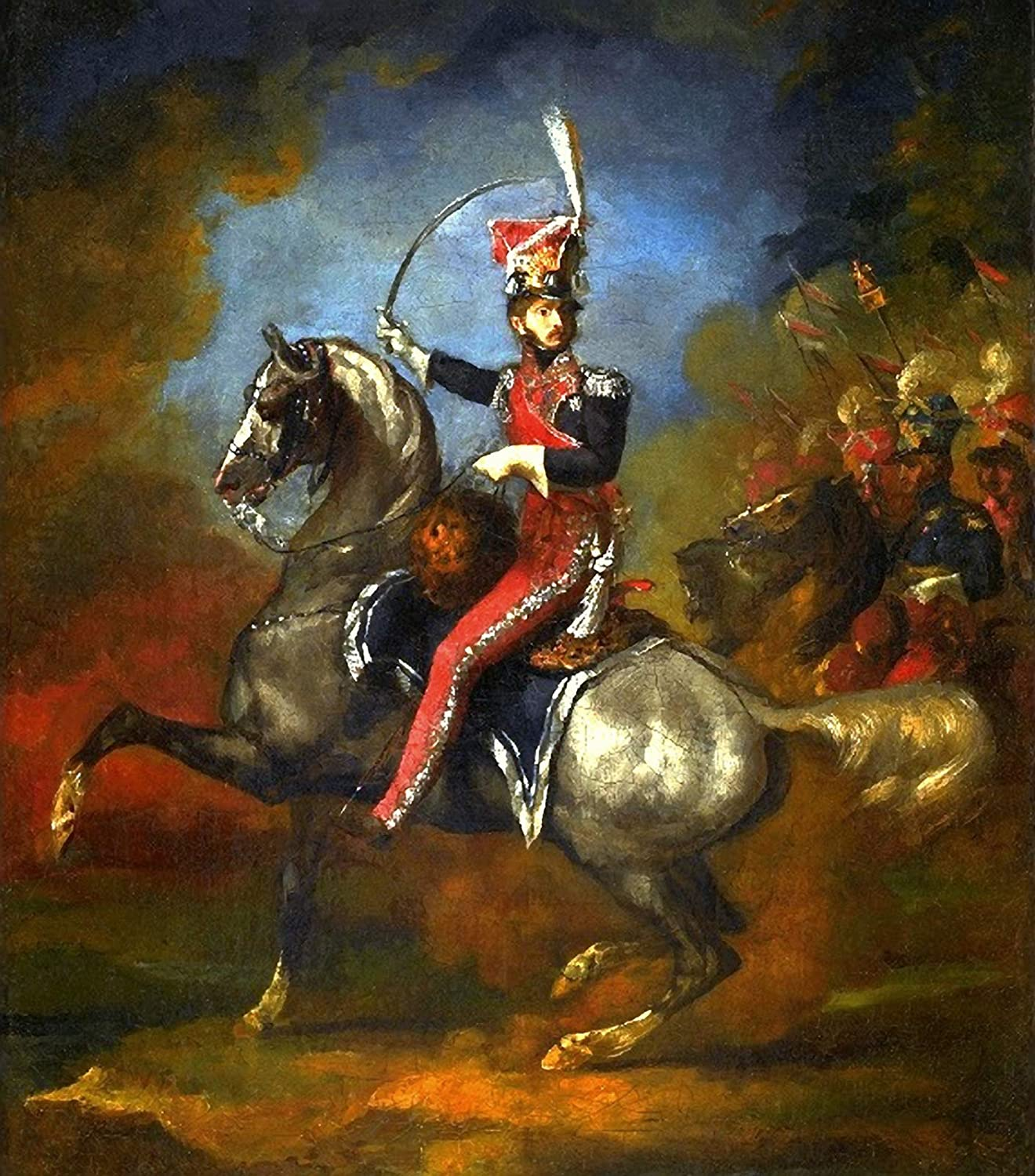
Théodore Géricault, Portret konny Wincentego Krasińskiego z około 1814 roku

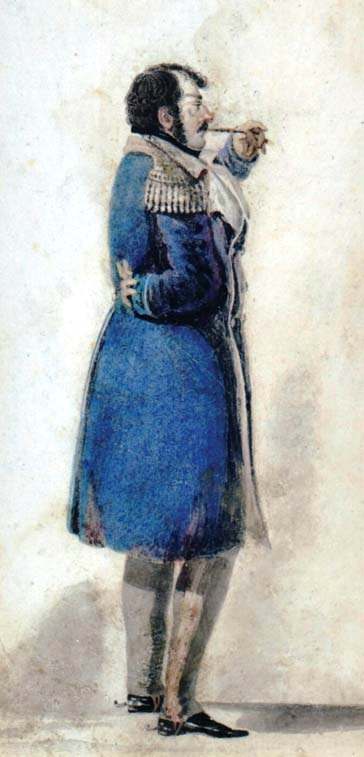
J. Sokołowski, Portret Wincentego Krasińskiego

Wincenty Jan Krasiński herbu Ślepowron (ur. 30 stycznia 1782 w Boremlu, zm. 24 listopada 1858 w Warszawie) – magnat, założyciel i I ordynat opinogórski od 1844, polski generał w czasie wojen napoleońskich, założyciel Biblioteki Ordynacji Krasińskich (1844), w latach 1855–1856 pełnił obowiązki namiestnika w Królestwie Polskim. Ojciec polskiego wieszcza narodowego, Zygmunta Krasińskiego.
Hrabia w Królestwie Prus od 1 kwietnia 1806, w I Cesarstwie Francuskim od 13 czerwca 1811, w Królestwie Polskim od 1820, potwierdzony w Rosji od 17 marca 1837.

## Życiorys
Syn Jana Aleksandra Krasińskiego (syna Michała Hieronima Krasińskiego) i Antoniny hr. Czackiej. 13 września 1803 ożenił się z Marią Urszulą ks. Radziwiłł. Ojciec Zygmunta Krasińskiego – dramatopisarza i poety polskiego romantyzmu.
W wieku ośmiu lat Wincenty został członkiem kawalerii narodowej, a jako dziesięciolatek był mianowany porucznikiem (był to element magnackiej tradycji i wychowania, a nie stopień rzeczywistej służby wojskowej, którą Krasiński rozpoczął dopiero jako dorosły mężczyzna). W 1790 roku, po śmierci ojca, został starostą opinogórskim.
W roku 1803 utworzył organizację patriotyczną Towarzystwo Przyjaciół Ojczyzny. W lecie 1804 udał się z małżonką do Spa w Belgii i Paryża, w którym oboje przebywali pięć miesięcy. Krasiński nawiązał znajomości z najważniejszymi postaciami cesarstwa, uzyskał audiencję u cesarza Napoleona. Po powrocie do Polski przystąpił do zwolenników Francji. W 1804 roku został członkiem rzeczywistym Warszawskiego Towarzystwa Przyjaciół Nauk. W początkach grudnia 1806 w porozumieniu z Henrykiem Dąbrowskim zorganizował Gwardię Honorową i otrzymał stopień pułkownika jazdy pospolitego ruszenia. Po przybyciu Napoleona do Warszawy został członkiem sztabu cesarskiego i otrzymał rozkaz sformowania pułku jazdy. 4 kwietnia 1807 Krasiński został odznaczony krzyżem Legii Honorowej, a Napoleon mianował go dowódcą 1 Pułku Szwoleżerów-Lansjerów Gwardii Cesarskiej (Régiment de chevau-légers polonais de la Garde impériale).
W 1808 roku dowodził pułkiem w wojnie w Hiszpanii, w której jego szwoleżerowie wsławili się szarżą pod Somosierrą. Sam Krasiński nie brał udziału w szarży. Po kampanii hiszpańskiej pułk stacjonował w Chantilly pod Paryżem. W 1811 Napoleon mianuje Krasińskiego hrabią Cesarstwa Francuskiego. Od 1811 generał brygady. W maju 1812 na czele pułku przemaszerował przez Księstwo Warszawskie. W 1812 roku przystąpił do Konfederacji Generalnej Królestwa Polskiego. Po odwrocie spod Moskwy pułk Krasińskiego stacjonował w Saksonii i Paryżu, a jego dowódca został mianowany generałem dywizji. 4 kwietnia 1814 w Fontainebleau Napoleon powierzył Krasińskiemu naczelne dowództwo wojsk polskich znajdujących się we Francji. Po abdykacji Napoleona, zwolniony z przysięgi Krasiński przyprowadził do kraju większość wojsk polskich z Francji (wrzesień 1814). 16 lutego 1815 pułk szwoleżerów został zlikwidowany, a Krasiński przekazał księżnej Izabeli Czartoryskiej pułkowy sztandar. W czasie wojen napoleońskich Krasiński był trzykrotnie ranny.
Po klęsce Napoleona przystąpił do współpracy z Imperium Rosyjskim. Był obok Stanisława Kostki Nowakowskiego, Józefa Hurtiga i Wincentego Aksamitowskiego wśród sześciu założycieli prorosyjskiej loży masońskiej „Jedność Słowiańska”, która wyłoniła się z loży „Bracia Polacy Zjednoczeni” (założonej w 1807 przez Aleksandra Rożnieckiego) i została zatwierdzona przez Wielki Wschód Narodowy w marcu 1818. Był sekretarzem „Jedności Słowiańskiej” w chwili rozwiązania wolnomularstwa w Rosji przez Aleksandra I w 1822 .
W Królestwie Kongresowym został szefem dywizji, a następnie generałem–adiutantem cesarskim i dowódcą korpusu rezerwowego. Pod panowaniem Aleksandra I kontynuował karierę wojskową i polityczną. Był posłem przasnyskim i marszałkiem sejmu Królestwa Polskiego od 1818, od 1825 senatorem wojewodą. W 1820 Senat przyznał Krasińskiemu tytuł hrabiowski, a car Aleksander I nadał mu order Świętego Włodzimierza II klasy i dożywotnią godność senatora wojewody. W 1826 roku został awansowany do stopnia generała jazdy oraz na urząd senatora wojennego. W 1828 stracił popularność, gdy jako jedyny w czasie sądu sejmowego głosował za uznaniem działalności Narodowego Towarzystwa Patriotycznego (założonego w 1821 przez Waleriana Łukasińskiego) z płk. Sewerynem Krzyżanowskim na czele za „zbrodnię stanu” . Jego syn Zygmunt został we wrześniu 1829 publicznie spoliczkowany na Uniwersytecie Warszawskim przez Leona Łubieńskiego jako syn zdrajcy.
Jako zwolennik współpracy z Rosją po wybuchu powstania listopadowego 29 listopada 1830 opowiedział się po stronie cara i został wysłany na czele jazdy polskiej przez wielkiego księcia Konstantego do Warszawy w celu jej spacyfikowania. Próbował powstrzymać podkomendnych przed przystąpieniem do insurekcji. Po wkroczeniu do miasta 3 grudnia uratowany przed samosądem ulicznym przez dyktatora powstania Józefa Chłopickiego za cenę złożenia przysięgi na wierność insurekcji, odmówił jednak udziału w wojnie z carem, złożył dymisję i wycofał się za pozwoleniem Rządu Tymczasowego do posiadłości w Opinogórze. Stamtąd zbiegł przez Królewiec do Petersburga, gdzie uchylił się od udziału w kampanii przeciw Polsce . Potępił w jednym z listów powstanie jako rewolucję społeczną: „Te nędzne szewcy, żydy ochrzczone i krawcy, chciwi na grosz, nie wiedzący nic o Polsce i o jej przeszłości, chcieli zarobić, zyskać, spekulować, wieszając, rzucając kalumnie”. Wyperswadował udział w powstańczym „rozruchu” synowi Zygmuntowi, przebywającemu w Genewie. Został skreślony z listy senatorów przez sejm powstania listopadowego dopiero 20 lipca 1831. Po stłumieniu powstania otrzymał od cara Mikołaja I misję sporządzenia raportu o zniszczeniach wojennych w Królestwie, pełnił wysokie urzędy w administracji Królestwa i powrócił do składu senatu, choć utracił dotychczasowe wpływy polityczne . Od 1831 był członkiem Rady Państwa oraz w latach 1855–1856 członkiem Rady Administracyjnej. W latach 1855–1856 pełnił obowiązki namiestnika Królestwa Polskiego w związku z chorobą Iwana Paskiewicza do czasu przybycia Michaiła Gorczakowa .
Ufundował Bibliotekę Ordynacji Krasińskich w 1844 roku w Warszawie.
Lubił otaczać się luminarzami nauki, kultury i sztuki. W domu jego zbierali się najwięksi literaci epoki. Gorliwie gromadził zabytki kulturalne. Napisał krótki podręcznik o władaniu lancą (Essai sur le maniement de la lance), był również autorem broszury o poezji trubadurów prowansalskich.
W Opinogórze ufundował kościół z kaplicą grobową rodu Krasińskich.
Zmarł 24 listopada 1858 w Warszawie, a pochowany został w Opinogórze. Społeczeństwo zapamiętało jego antypolską postawę w czasie i po upadku powstania. Zarządca dóbr opinogórskich Feliks Karpiński tak pisał o tym przy okazji pogrzebu Zygmunta Krasińskiego, który przeżył ojca o zaledwie trzy miesiące: „Rozhowor był w Opinogórze wielki. Samych wielkich pań i panów zjechało się do stu, dwieście koni zwoziło i odwoziło gości... pogrzeb ten, reprezentowany przez obywatelstwo, był demonstracją narodową; na pogrzebie generała nie było wcale obywateli; osiemdziesięciu mnichów zastępowało wszystkie stany...”.
Życie prywatne Wincentego Krasińskiego i jego działalność polityczną w latach 1815–1825 omawia Marian Brandys w reportażu historycznym pt. Czcigodni weterani, opublikowanym w cyklu Koniec świata szwoleżerów (1972). Opierając się na korespondencji prywatnej generała Brandys portretuje go jako przedstawiciela elity ówczesnego Królestwa Polskiego.

## Poglądy
Był autorem anonimowej broszury antysemickiej Aperçu sur les Juifs de Pologne, w której wystąpił przeciwko asymilacji Żydów poprzez polonizację i chrystianizację i ogłosił ich przyczyną rozkładu moralnego i ekonomicznego Polski na przestrzeni dziejów. Publikacja Krasińskiego zainspirowała wydany po polsku pamflet Sposób na Żydów, czyli środki niezawodne zrobienia z nich ludzi uczciwych i dobrych obywateli autorstwa urzędnika Gerarda Witowskiego, niekiedy przypisywany samemu Krasińskiemu. Sposób na Żydów zakwestionował oświeceniowe przekonanie o uniwersalnej naturze ludzkiej i domagał się deportacji niereformowalnych Żydów z Królestwa Polskiego na kaukaskie rubieże Imperium dla utworzenia „żydowskiej siedziby narodowej”. Obie publikacje spotkały się z ripostą mjr. Waleriana Łukasińskiego (Uwagi pewnego oficera nad uznaną potrzebą urządzenia Żydów w naszym kraju i nad niektórymi pisemkami w tym przedmiocie teraz w druku wyszłymi), który odrzucił ich uprzedzenia i wskazał, że nikt dotąd nie przeprowadził gruntownej reformy położenia społeczności żydowskiej na ziemiach polskich. Krasiński udzielił Łukasińskiemu ironicznej odpowiedzi .
Maria Janion uznała Krasińskiego za twórcę „antysemickiego fantazmatu” w Polsce. Przypisane Krasińskiemu tezy Witowskiego zostały omówione w nazistowskim opracowaniu na temat XIX-wiecznych polskich projektów wysiedlenia Żydów, sporządzonym w czasie II wojny światowej przez Instytut Niemieckich Prac na Wschodzie.

## Prace
- Listy Wincentego Krasińskiego z Hiszpanii (1808–1809), red. Konrad Ajewski, Pułtusk 2012
- Essai sur le maniement de la lance, Paryż 1811
- Aperçu sur les Juifs de Pologne, Warszawa 1818
- Odpowiedź na uwagi pewnego oficera nad uznaną potrzebą urządzenia Żydów w naszym kraju przez autora dziełka pod tytułem Aperçu sur les Juifs de Pologne, Warszawa 1818 (replika na krytykę ze strony Waleriana Łukasińskiego)
- Rzut oka na wieszczów Prowancyi zwanych trubadurami, Warszawa 1818
- Rys życia Zygmunta Vogla, „Roczniki Towarzystwa Królewskiego Warszawskiego Przyjaciół Nauk w Warszawie”, 20 (1828), s. 173–178

## Awanse w armii francuskiej
Pułkownik od 7 kwietnia 1807, generał brygady od 16 grudnia 1811, generał dywizji od 18 listopada 1813.

## Odznaczenia
Odznaczony m.in.:
- Orderem Orła Białego z nadania Mikołaja I Romanowa (1829)[24],
- Orderem Świętego Stanisława z nadania Fryderyka Augusta Wettyna (1813)[25][26],
- Orderem Świętego Stanisława I klasy z nadania Aleksandra I Romanowa (1815)[23][24][27],
- Krzyżem Kawalerskim Orderu Virtuti Militari (1810)[23][24][26],
- Krzyżem Komandorskim Orderu Legii Honorowej (Francja, 1811)[23][24][26],
- Krzyżem Oficerskim Orderu Legii Honorowej (Francja, 1809)[23][24][26],
- Krzyżem Kawalerskim Orderu Legii Honorowej (Francja, 1807)[23][24][26],
- Krzyżem Kawalerskim Orderu Cesarskiego Zjednoczenia (Francja, 1814)[26],
- Orderem Orła Czerwonego (Prusy)[24],
- Orderem Świętego Andrzeja Apostoła (Rosja)[1]
- Orderem Świętego Aleksandra Newskiego (Rosja)[23],
- Orderem Świętego Włodzimierza I klasy (Rosja, 1832)[28]
- Orderem Świętego Włodzimierza II klasy (Rosja, 1820)[28][23],
- Orderem Świętej Anny I klasy z brylantami (Rosja, 1815)[23][24],
- Krzyżem Orderu śś. Maurycego i Łazarza (Sardynia)[28]
- Krzyżem Kawalerskim Orderu Maltańskiego (1809)[24][23],
- Znakiem Honorowym za 20 lat służby (1830)[29].